# Epicauta ingrata
Epicauta ingrata är en skalbaggsart som beskrevs av Henry Clinton Fall 1907. Epicauta ingrata ingår i släktet Epicauta och familjen oljebaggar. Inga underarter finns listade i Catalogue of Life.